# Glomera tenuis
Glomera tenuis är en orkidéart som först beskrevs av Robert Allen Rolfe, och fick sitt nu gällande namn av Johannes Jacobus Smith. Glomera tenuis ingår i släktet Glomera och familjen orkidéer. Inga underarter finns listade i Catalogue of Life.